# Grande emigração
Grande emigração (em polonês/polaco:  Wielka Emigracja) Movimento da população emigrante polonês na primeira metade do século XIX. Fenómeno de Grande Emigração tinha origem patriótica e política, uma consequência direta do colapso da Revolta de Novembro de 1831 na Polônia.
Emigração Grande foi um dos maiores movimentos de imigração na Europa contemporânea.

## Emigrantes
Principalmente entre os emigrantes encontravam-se elementos de nobreza, os soldados rebeldes, membros do Governo Nacional, políticos, escritores, artistas e intelectuais. Mais tarde, juntaram se a eles os outros refugiados, principalmente da Rússia. Centro de imigrantes foi a França (principalmente Paris). Grupos menos significantes estabeleceram-se em outros países. Entre os emigrantes foram: Adam Mickiewicz, Juliusz Slowacki, Jozef Bem, o Príncipe Adam Jerzy Czartoryski, Ernest Malinowski, Zygmunt Krasinski, Frederic Chopin e outros.